# Инфекция на пикочните пътища
Инфекцията на пикочните пътища (ИПП) е бактериална инфекция, която засяга част от пикочните канали. Когато засяга долните пикочни пътища, заболяването е познато като обикновен цистит (възпаление на пикочния мехур), а когато засяга горните пикочни пътища, заболяването е познато като пиелонефрит (възпаление на бъбреците). Симптомите за инфекция на долните пикочни канали включват болезнено уриниране и често уриниране или често усещане за необходимост от уриниране (или и двете), докато симптомите на пиелонефрита включват температура и болка в хълбока в допълнение към симптомите за инфекция на долните пикочни пътища. При по-възрастните и при много млади хора, симптомите могат да не бъдат така изразени или да не са конкретни. Основата причина и за двете е Ешерихия коли, но в редки случаи причинители могат да бъдат и други бактерии, вируси или гъбички.
ИПП се срещат по-често при жените, отколкото при мъжете, като половината от жените претърпяват поне една инфекция в даден момент от живота си. Заболяването често се повтаря. Рисковите фактори включват женската анатомия, половите контакти и история на заболяването в семейството. Пиелонефритът, ако се прояви, обикновено се проявява след възпаление на пикочния мехур, но може да бъде също и резултат от инфекция на кръвта. Диагнозата при млади и здрави жени може да се основава и само на симптомите. При хората с неизразени симптоми, диагностицирането може да е затруднено, тъй като е възможно наличието на бактерии, без да е налице инфекция. При по-сложните случаи, ако лечението не е помогнало, посявка на урината би могла да бъде от полза. При хората с чести инфекции могат да се приемат ниски дози антибиотици като превантивна мярка.
При неусложнените случаи, ИПП се лекуват лесно с кратък курс от антибиотици, макар че резистентността към много от антибиотиците, които се използват за лекуване на това състояние, се увеличава. При усложнените случаи, е възможно да е необходим по-дълъг курс или интравенозни антибиотици, а ако симптомите не се подобрят след два или три дни, е необходимо допълнително тестване за диагностициране. При жените ИПП са най-честата форма на бактериална инфекция, като 10% развиват ИПП ежегодно.

## Признаци и симптоми
Инфекцията на долните пикочни пътища се нарича също инфекция на пикочния мехур. Най-честите симптоми са парене при уриниране и нуждата от често уриниране (или желание за уриниране) при липса на вагинално течение и значителна болка. Тези симптоми варират от леки до сериозни и при здрави жени продължават средно шест дни. Възможна е болка над зоната на срамните части или в долната част на кръста. Хората, които страдат от инфекция на горните пикочни пътища или пиелонефрит, е възможно да получат болка в хълбока, температура или гадене и повръщане в допълнение към класическите симптоми на инфекция на долните пикочни пътища. В редки случаи е възможно урината да изглежда сякаш съдържа кръв или да има видимо съдържание на пиурия (гной в урината).

### При децата
При малките деца, единственият симптом на ИПП може да бъде температурата. Поради липсата на по-очевидни симптоми, когато момичета под две години или необрязани момчета под една година имат температура, се препоръчва посявка на урината от много медицински асоциации. Кърмачетата е възможно да се чувстват неразположени, да повръщат, да спят повече, да показват признаци на жълтеница. При по-големите деца е възможна проява на повторно заболяване незадържане на урината (загуба на контрол върху пикочния мехур).

### При по-възрастните
Симптомите на ИПП често липсват при възрастните. Проявите могат да бъдат неясни с незадържането, промяната в психичното състояние или умората като единствени симптоми, докато някои посещават здравния си специалист със сепсис, инфекция на кръвта, като първи симптоми. Диагнозата може да се усложни от факта, че много възрастни хора имат незадържане, което съществува от преди или деменция.

## Причина
Ешерихия коли е причина за 80 – 85% от инфекциите на пикочните пътища, а Стафилококус сапрофитикус е причината при 5 – 10% от случаите. В редки случаи тези инфекции могат да се дължат на вирусни или гъбични инфекции. Други бактериални причинители включват: Klebsiella, Протеус, Псевдомонас и Ентеробактер. Те са рядко срещани и обикновено са свързани с аномалии в пикочната система или катетеризация на пикочните пътища. ИПП поради Staphylococcus aureus обикновено се проявява като вторична инфекция на кръвни инфекции.

### Секс
При младите сексуално активни жени, сексуалната активност е причина за 75 – 90% от инфекциите на пикочния мехур, като рискът от инфекция е свързан с честотата на половите контакти. Терминът „цистит на медения месец“ се използва за това явление от чести ИПП в началото на брака. При жените в периода след менопаузата, сексуалната активност не влияе на риска от развиване на ИПП.Употребата на спермициди, независимо от честотата на половите актове, увеличава риска от ИПП.
Жените са по-уязвими към ИПП от мъжете, защото при жените пикочният канал е с много по-малка дължина и е по-близо до ануса. Тъй като нивата на естрогените при жените намаляват при менопауза, рискът от ИПП се увеличава поради загуба на защитна флора във вагината.

### Уринарни катетри
Пикочната катетеризация увеличава риска от ИПП. Рискът от бактериурия (бактерии в урината) е между 3 и 6% на ден, а профилактичните антибиотици не са ефективни при намаляване на симптоматичните инфекции. Рискът от свързаната с това инфекция може да се намали чрез катетеризиране единствено при необходимост чрез асептична техника на поставяне на катетъра и поддържане на безпрепятствено затворен дренаж на катетъра.

### Други
Възможна е предразположеност към инфекции на пикочния мехур в семейството. Други рискови фактори включват диабет, това дали мъжът е необрязан и наличието на уголемена простата. Усложняващите фактори са доста неясни и включват предразполагащи анатомични, функционални или метаболитни аномалии. Усложнената при ИПП се лекуват по-трудно и обикновено изискват по-агресивна оценка, лечение и последващо лечение. При децата, ИПП са свързани с везикоуретерален рефлукс (анормално движение на урината от мехура към уретера или бъбреците) и запек.
Хората с травми на гръбначния мозък са в увеличен риск от ИПП отчасти поради хроничната употреба на катетър и отчасти поради дисфункция на изпразването на пикочния мехур. Това е най-честата причина за инфекция сред тази група хора, както и най-честата причина за хоспитализация. Освен това, употребата на сок от боровинки или добавки с боровинка се оказва неефективна при превенцията и лечението на тази група хора.

## Патогенеза
Бактериите, които причиняват ИПП, обикновено навлизат в пикочния мехур през пикочния канал. Инфекцията обаче може да се появи чрез кръвта или лимфата. Смята се, че бактериите обикновено се предават към пикочния канал от червата, като жените са в най-голям риск, поради анатомията им. След като навлязат в пикочния мехур, Eшерихия коли могат да се прикрепят към стената на пикочния мехур и да формират биофилм, който устоява на имунната реакция на тялото.

## Превенция
За някои мерки не е потвърдено, че влияят на честотата на ИПП, включително: употребата на противозачатъчни хапчета или презервативи, уриниране веднага след полов акт, видът използвано бельо, методи за лична хигиена използвани след уриниране или дефекация, или това дали човек се къпе редовно. По същия начин липсват доказателства около ефекта от задържане на урината, употребата на тампони и дамския душ.
При хората с чести ИПП, които използват спермициди или диафрагма като контрацепция, се препоръчва да използват алтернативни методи. Сокът или капсулите от боровинка могат да намалят честотата при хората с чести инфекции, но има проблем с привикването след дълъг период от време, като при над 30% се проявява стомашно-чревно разстройство. Употребата два пъти на ден е възможно да превъзхожда употребата веднъж на ден. Считано от 2011 г., интравагиналните пробиотици изискват допълнително изучаване, за да се определи дали от тях има полза. Употребата на презервативи без спермициди или употребата на противозачатъчни хапчета не увеличава риска от неусложнени ИПП.

### Лекарства
При хората с повтарящи се инфекции, продължителния курс от ежедневен прием на антибиотици е ефективен. Често използваните лекарства включват нитрофурантоин и триметоприм/сулфаметоксазол. Метенаминът е още един препарат, който се използва често за тази цел, тъй като в пикочния мехур, където киселинността е ниска, той произвежда формалдехид, към който не се развива резистентност. В случаите, когато инфекциите са свързани с полов акт, приемането на антибиотици след това може да бъде от полза. При жените в периода след менопаузата е установено, че локалният вагинален естроген намалява повторните случаи на заболяването. За разлика от кремовете за локално нанасяне, използването на вагинален естроген от песари не е от такава полза, както ниски дози антибиотици. Към 2011 г. в процес на разработване са няколко ваксини.

### При децата
Доказателствата, че превантивните антибиотици намаляват ИПП при децата, са слаби. Повтарящите се ИПП обаче са рядко причина за допълнителни проблеми с бъбреците ако няма предхождащи ги аномалии в бъбреците, които водят до по-малко от една трета от процента (0,33%) случаите на хронично бъбречно заболяване при възрастните.

## Диагноза
При ясните случаи може да се постави диагноза и да се назначи лечение въз основа само на симптомите, без по-нататъшно лабораторно потвърждение. При усложнените или неясни случаи е полезно да се потвърди диагнозата чрез анализ на урината, като се търси наличието на нитрити в урината, бели кръвни клетки (левкоцити) или левкоцитна естераза. При друг вид изследване, микроскопски анализ на урината, се търси наличието на червени кръвни клетки, бели кръвни клетки или бактерии. Уринната култура се счита за положителна, ако показва преброяване на бактериална колония по-голямо от или равно на 10 3 колония формиращи единици на mL от типичния за пикочните пътища организъм. Може също да се изследва антибиотичната чувствителност с тези култури, което ги прави полезни при подбора на антибиотичното лечение. Обаче, жените с отрицателни култури може все пак да се подобрят при антибиотично лечение. Тъй като симптомите може да са неясни и без надеждни изследвания за ИПП, поставянето на диагноза при възрастни хора може да бъде трудно.

### Класификация
ИПП може да включва само долната част на пикочните пътища и в този случай е позната като инфекция на пикочния мехур. От друга страна, тя може да включва горната част на пикочните пътища и в този случай е позната като пиелонефрит. Ако урината съдържа значителен брой бактерии, но няма симптоми, това състояние е познато като асимптоматична бактериурия. Ако инфекцията на пикочните пътища включва горните пътища и лицето има захарен диабет, ако е бременна, ако е мъж или имуннокомпрометиран, тогава случаят се счита за усложнен. Ако обаче, жената е здрава и пред менопауза не се счита за усложнен. При децата, когато ИПП е свързана с висока температура, тя се счита за инфекция на горните пикочни пътища.

### При децата
За да се постави диагнозата ИПП при деца, е необходима положителна уринна култура. Замърсяването е често срещан проблем, в зависимост от метода на взимане на пробата, така че стойност от 10 5 CFU/mL (колония формиращи единици на милилитър) се използва като „чиста“ проба след първата струйка, а 104 CFU/mL се използва за проби, получени чрез катетър, а 102 CFU/mL се използва за супрапубична аспирацияи (проба, която е взета директно от пикочния мехур чрез спринцовка). Употребата на „уринарни торбички“ за взимане на проби не се насърчава от Световната здравна организация поради високата степен на замърсяване, когато се взима проба и се предпочита поставянето на катетър при тези, които не са научени да ходят до тоалетната. Някои, като например Американската академия по педиатрия препоръчват ренален ултразвук и изпразващата цистоуретрограма (наблюдаване на уретрата на човек и пикочния мехур с рентгенови лъчи в реално време, докато те уринират) при всички деца, на възраст под две години, които са имали ИПП. Тъй като обаче няма ефективно лечение, ако възникнат други проблеми, Националният институт за високо клинично качество препоръчват само рутинни изображения при деца, които са под шест месеца или при тези, при които има установени необичайни резултати от изследванията.

### Диференциална диагноза
При жени с цервицит (възпаление на шийката на матката) или вагинит (възпаление на вагината) и при млади мъже със симптоми на UTI (инфекции на пикочните пътища), причината може да е инфекция с Хламидия трахоматис или Неисерия гонорея. Вагинитът може да е причинен от гъбична инфекция.За интерстициален цистит (хронична болка в пикочния мехур) може да се говори при хора, които изпитват множество епизоди на симптоми на UTI, но уринните култури остават отрицателни и не се подобряват от антибиотици. При диференциалната диагноза може също да се говори и за простатит (възпаление на простатата).

## Лечение
Основният начин за овладяване е с антибиотикци. Феназопиридинът понякога се предписва през първите няколко дни в добавка към антибиотиците, за да се намали паренето и чувството за спешност, които се усещат при инфекция на пикочния мехур. Обикновено, обаче, той не се препоръчва поради съображения за безопасност при неговата употреба, по-конкретно за повишен риск от метемоглобинемия (по-високо от нормалното ниво на метемоглобин в кръвта). Ацетаминофенът (Парацетамол) може да се използва при висока температура.
Жените, които имат повтарящи се обикновени инфекции на пикочните пътища може да имат полза от самолечението при проява на симптомите, с последващ медицински контрол, само ако първоначалното лечение не е дало резултат. Рецептата за антибиотици може да бъде предоставена на фармацевта по телефона.

### Без усложнения
Инфекциите без усложнения може да се диагностицират и лекуват въз основа само на симптомите. Оралните антибиотици, като триметоприм/сулфаметоксазол (TMP/SMX), цефалоспорини, нитрофурантоин или флуорквинолон съществено скъсяват периода за възстановяване, като всички те са еднакво ефективни. Обикновено е достатъчно тридневно лечение с триметоприм, TMP/SMX или флуорквинолон, докато с нитрофурантоин са необходими 5 – 7 дни. При лечение, симптомите трябва да се подобрят в рамките на 36 часа. Около 50% от хората оздравяват без лечение за няколко дни или седмици. Дружеството по инфекциозни болести на Америка не препоръчва флуороквинолоните като първо лечение, поради притеснението да не се създаде резистентност към този клас лекарства. Въпреки тази предпазна мярка, вече се е развила известна резистентност към всички тези лекарства във връзка с широката им употреба. Само триметопримът се счита, че е еквивалентен на TMP/SMX в някои страни. При някои обикновени инфекции на пикочните пътища, децата често реагират на тридневен курс от антибиотици.

### Пиелонефрит
Пиелонефритът се лекува по-агресивно, отколкото обикновената инфекция на пикочния мехур, като се използва или по-дълъг курс от орални антибиотици или интравенозни антибиотици. Обикновено се прилага седемдневен курс от орален флуороквинолон ципрофлоксацин в областите, където степента на резистентност е по-малка от 10%.Ако местната степен на резистентност е по-голяма от 10%, често се предписва доза интравенозен цефтриаксон. При тези, при които има изявени по-остри симптоми, може да се наложи приемане в болница за текущо прилагане на антибиотици. Усложненията, като уринарна обструкция от бъбречен камък може да се приемат като вероятни, ако симптомите не се подобрят до два-три дни след началото на лечението.

## Епидемиология
ИПП са най-често срещаните бактериални инфекции при жените. Те се проявяват най-често във възрастта между 16 и 35 години, като 10% от жените получават инфекция ежегодно, а 60% имат инфекция в даден момент от живота си. Често срещани са повторните прояви, като почти половината хора получават втора инфекция в рамките на една година. ИПП се появяват четири пъти по-често при жените, отколкото при мъжете. Пиелонефритът се появява между 20 – 30 пъти по-рядко. Те са най-честата причина за инфекции, получени в болница и са причината за приблизително 40%. Процентите на асимптоматичните бактерии в урината се увеличават с възрастта от 2 до 7% при жените в детеродна възраст чак до 50% при възрастните жени в старческите домове. Процентите на асимптоматичните бактерии в урината сред мъжете над 75 години са между 7 – 10%.
ИПП може да засегнат 10% от хората в детството им. Сред децата, ИПП са най-често срещани при необрязаните момчета под тримесечна възраст, следвани от момичетата под едногодишна възраст. Изчисленията за честотата на проява при децата, обаче, варират силно. При една група деца с висока температура, на възраст между раждането и две години, 2 до 20% от тях имаха диагнозата инфекция на пикочните пътища.

## Общество и култура
В Съединените щати, инфекциите на пикочните пътища са причина за почти седем милиона посещения в лекарски кабинет, един милион посещения в спешно отделение и сто хиляди хоспитализации всяка година. Цената на тези инфекции е значителна и по отношение на загубеното време на работното място и по отношение на медицинската цена. В Съединените щати пряката цена на лечение е изчислена на 1,6 милиарда щатски долара годишно.

## История
ИПП са описвани още от древни времена и първото документирано описание е в папируса на Еберс от 1550 г. пр.н.е. Египтяните са ги описали като „излъчване на топлина от пикочния мехур“. Ефективното лечение се е появило чак след разработването и пускането в употреба на антибиотиците през 1930-те години, а преди това се препоръчвали билки, кръвопускане и почивка.

## При бременност
ИПП са по-сериозни при бременност поради повишения риск от бъбречни инфекции. По време на бременността високите нива на прогестерон повишават риска от намален мускулен тонус на уретерите и пикочния мехур, което води до по-голяма вероятност за рефлукс, при който урината се връща обратно по уретерите към бъбреците. Докато при бременните жени няма повишен риск от асимптоматична бактериурия, ако все пак има бактериурия, при тях съществува 25 – 40% риск от бъбречна инфекция. Така че, ако в изследванията на урината има признаци за инфекция—дори при липса на симптоми—се препоръчва лечение. Обикновено се използват цефалексин или нитрофурантоин, тъй като те обикновено се смятат за безопасни при бременност. Бъбречната инфекция по време на бременност може да доведе до преждевременно раждане или прееклампсия (състояние на високо кръвно налягане и бъбречна дисфункция по време на бременността, която може да доведе до припадъци).